# Oracle Application Express
Oracle Application Express (Oracle APEX, voorheen bekend als Oracle HTML DB) is een software-ontwikkelingsomgeving gebaseerd op, en sinds versie 11g integraal onderdeel van de Oracle-database. Met Apex kan een korte ontwikkelcyclus gerealiseerd worden voor web-gebaseerde applicaties. De schaalbaarheid is bijna gelijk aan die van de onderliggende database: het framework zelf voegt slechts 0,04 seconden overhead toe aan een pagina-aanvraag. De efficiëntie van de onderliggende query's bepaalt dus grotendeels de responstijd.
Oracle Application Express kan geïnstalleerd worden op Oracle versies 9.2 of hoger; vanaf 11g (Apex V3.02) wordt het zelfs voorgeïnstalleerd meegeleverd met de database. Ook de licentievrije XE Oracle Express Edition versie van de database wordt gebundeld met Apex (2.1) geleverd.

## Platforms
Apex wordt ondersteund op de volgende platforms (v3.1):
- Linux
- Mac OS X Server
- Solaris
- Windows
- AIX5L
- HP-UX PA-RISC/Itanium
- HP Tru64 UNIX

## Versies
In februari 2007 bracht Oracle Apex 3.0 uit. Deze derde versie heeft een aantal nieuwe functies, zoals PDF Printing en grafieken in Flash (voorheen SVG). Apex 3.0.1 volgde in juli van dat jaar, en deze versie werkt ook onder Oracle XE.
De 3.1 release in het voorjaar van 2008 voegt daar nog aan toe:
- Interactieve Reports
- Declaratieve ondersteuning van BLOB datatype
- Enhanced Report Printing
- Optionele Runtime-Only Installatie
- Verbeterde beveiliging
- Gedocumenteerde JavaScript libraries
- Application Date Format

Versie 3.2 bevat een aantal beveiligingsupdates heeft en de mogelijkheid om Oracle Forms te converteren.
Versie 4.0 is in juni 2010 uitgekomen, 4.1 in augustus 2011. Een bijkomende patch (4.1.1) werd uitgebracht eind augustus.
Nieuwe features vanaf versie 4 omvatten de mogelijkheid om plugins in te voegen, en daarnaast websheets, dynamic actions, ondersteuning voor team development, geavanceerde grafieken, waaronder Gantt charts. De Interactieve Rapporten en de themes zijn uitgebreider, er is een nieuw type listener en nieuwe authenticatieschema's..
Eind juni 2012 werd Application Express 4.2 Early Adopter 1 ter beschikking gesteld.
| Product/Versie                         | Release datum | Dagen sinds vorige release |
| Oracle Application Express 20.2        | 2020-10-21    | 182                        |
| Oracle Application Express 20.1        | 2020-04-23    | 175                        |
| Oracle Application Express 19.2        | 2019-11-01    | 217                        |
| Oracle Application Express 19.1        | 2019-03-30    | 183                        |
| Oracle Application Express 18.2        | 2018-09-28    | 127                        |
| Oracle Application Express 18.1        | 2018-05-24    | 158                        |
| Oracle Application Express 5.1.4.00.08 | 2017-12-17    | 82                         |
| Oracle Application Express 5.1.3.00.05 | 2017-09-26    | 90                         |
| Oracle Application Express 5.1.2.00.09 | 2017-06-28    | 92                         |
| Oracle Application Express 5.1.1.00.08 | 2017-03-28    | 97                         |
| Oracle Application Express 5.1.0.00.45 | 2016-12-21    | 168                        |
| Oracle Application Express 5.0.4.00.12 | 2016-07-06    | 208                        |
| Oracle Application Express 5.0.3.00.03 | 2015-12-11    | 56                         |
| Oracle Application Express 5.0.2.00.07 | 2015-10-16    | 103                        |
| Oracle Application Express 5.0.1.00.06 | 2015-07-05    | 88                         |
| Oracle Application Express 5.0         | 2015-04-08    | 196                        |
| Oracle Application Express 4.2.6       | 2014-09-24    | 168                        |
| Oracle Application Express 4.2.5       | 2014-04-09    | 117                        |
| Oracle Application Express 4.2.4       | 2013-12-13    | 88                         |
| Oracle Application Express 4.2.3       | 2013-09-16    | 143                        |
| Oracle Application Express 4.2.2       | 2013-04-26    | 133                        |
| Oracle Application Express 4.2.1       | 2012-12-14    | 63                         |
| Oracle Application Express 4.2         | 2012-10-12    | 234                        |
| Oracle Application Express 4.1.1       | 2012-02-21    | 181                        |
| Oracle Application Express 4.1         | 2011-08-24    | 278                        |
| Oracle Application Express 4.0.2       | 2010-11-19    | 93                         |
| Oracle Application Express 4.0.1       | 2010-08-18    | 56                         |
| Oracle Application Express 4.0         | 2010-06-23    | 173                        |
| Oracle Application Express 3.2.1       | 2010-01-01    | 129                        |
| Oracle Application Express 3.2         | 2009-08-25    | 362                        |
| Oracle Application Express 3.1.2       | 2008-08-28    | 98                         |
| Oracle Application Express 3.1.1       | 2008-05-22    | 83                         |
| Oracle Application Express 3.1         | 2008-02-29    | 245                        |
| Oracle Application Express 3.0.1       | 2007-06-29    | 105                        |
| Oracle Application Express 3.0         | 2007-03-16    | 183                        |
| Oracle Application Express 2.2.1       | 2006-09-14    | 49                         |
| Oracle Application Express 2.2         | 2006-07-27    | 329                        |
| Oracle HTML DB 2.0                     | 2005-09-01    | 304                        |
| Oracle HTML DB 1.6                     | 2004-11-01    |                            |

## Naamsveranderingen
Application Express heeft veel naamswijzigingen ondergaan sinds 2000. Een niet noodzakelijk volledige opsomming van de namen omvat:
- Flows
- Oracle Platform
- Project Marvel
- HTML DB
- Application Express (APEX)

De overeenkomst met Oracle Portal en Web DB is kleiner dan soms verondersteld wordt. Oracle Portal is een geheel ander product, en Web DB heeft code gedeeld met Apex, maar die is gedurende de ontwikkeling grotendeels herschreven of vervangen.

## Trivia
De oorspronkelijke architect Mike Hichwa had de functionaliteit van een geldautomaat voor ogen.
1. Eerst moest er betrouwbaar aangemeld kunnen worden,
2. Men moest een keuze kunnen maken middels een menu,
3. Het scherm kunnen invullen,
4. De ingegeven gegevens moesten gecheckt oftewel gevalideerd kunnen worden,
5. Een verwerking moest plaatsvinden,
6. En de transactie moest kunnen worden uitgeprint.